# Aaron McGruder
Aaron Vincent McGruder (Chicago, 29 maggio 1974) è un fumettista, sceneggiatore e produttore televisivo statunitense.
È noto per essere l'autore di The Boondocks, striscia a fumetti quotidiana pubblicata su vari giornali statunitensi e in Italia su Linus, oltre all'omonimo adattamento animato trasmesso su Adult Swim, di cui è creatore, produttore esecutivo e capo sceneggiatore.

## Biografia
Aaron McGruder è nato a Chicago, nell'Illinois. All'età di sei anni McGruder si trasferì con la famiglia a Columbia, nel Maryland, in seguito all'opportunità del padre di lavorare presso la National Transportation Safety Board. McGruder ha un fratello maggiore.
Dopo aver frequentato la scuola gesuita Loyola Blakefield per due anni, ha deciso di trasferirsi nel liceo pubblico Oakland Mills High School e in seguito si laureò in Studi Afroamericani all'Università del Maryland, dove, nel 1997, pubblicò per la prima volta le strisce di The Boondocks sul giornale del campus. Il fumetto ottenne un immediato successo, tanto che McGruder iniziò anche a lavorare sull'omonima versione animata, trasmessa negli Stati Uniti da Adult Swim e in Italia da Comedy Central.

## Filmografia

### Attore
- Charlie Rose – serie TV, 1 episodio (1999)
- Johnnie Cochran Tonight – serie TV, 1 episodio (1999)
- Soul Food – serie TV, 1 episodio (2001)
- Real Time with Bill Maher – serie TV, 4 episodi (2003-2004)
- TV's Illest Minority Moments Presented by Ego Trip – speciale televisivo (2004)
- Ego Trip's Race-O-Rama – serie TV (2005)
- Trouble in Woodcrest? – corto televisivo (2008)
- GGN: Snoop Dogg's Double G News Network – serie TV, 2 episodi (2013)

### Sceneggiatore
- The Super Rumble Mixshow – serie TV (2008)
- The Boondocks – serie animata, 45 episodi (2005-2010)
- Black Jesus – serie TV, 26 episodi (2014-2019)
- The Adventures of Hooligan Squad in World War III – film TV (2017)

### Produttore esecutivo
- The Super Rumble Mixshow – serie TV (2008)
- The Boondocks – serie animata, 45 episodi (2005-2010)
- Black Jesus – serie TV, 31 episodi (2014-2019)
- The Adventures of Hooligan Squad in World War III – film TV (2017)
- Tha God's Honest Truth – serie TV, 1 episodio (2021)

### Doppiatore
- The Boondocks – serie animata, 4 episodi (2005-2007)

## Opere

### Libri
- The Boondocks: Because I Know You Don't Read the Newspapers (2000)
- Fresh for '01... You Suckas! (2001)
- A Right to be Hostile: The Boondocks Treasury (2003)
- Birth of a Nation: A Comic Novel (2004)
- Public Enemy #2: An All-New Boondocks Collection (2005)
- All the Rage: Boondocks Past and Present (2007)

### Contributi
- The Passion of the Keef: The Fourth K Chronicles Compendium (2005)